# بمب جی بی یو
بمب جی‌بی‌یو (به انگلیسی: GBU مخفف Guided Bomb Unit) یا واحد بمب‌های هدایت شونده یا بمب‌های هدایت دقیق به آن دسته از بمب‌های معمولاً سرشی یا بدون موتور هواپایه گفته می‌شود که توسط هدایت اپتیکی، هدایت لیزری و استفاده کننده از سیستم موقعیت یاب جهانی جی پی اس، به سمت هدف هدایت شده و هدف خود را نابود می‌کنند. بیشتر بمب‌های سری جی‌بی‌یو مانند جی بی یو-۱۶، جی‌بی‌یو-۱۰، جی‌بی‌یو-۱۲، جی‌بی‌یو-۱۵ و جی‌بی‌یو-۲۴، خاصیت سنگرشکن یا ضد استحکامات دارند. این بمب‌ها در جنگ ایران و عراق جنگ ویتنام و جنگ‌های دیگری استفاده شده است. در جنگ ایران و عراق، ایران از بمب‌های جی‌بی‌یو-۱۰ علیه تأسیسات و محل‌های تجمع نیروهای عراق استفاده کرد.

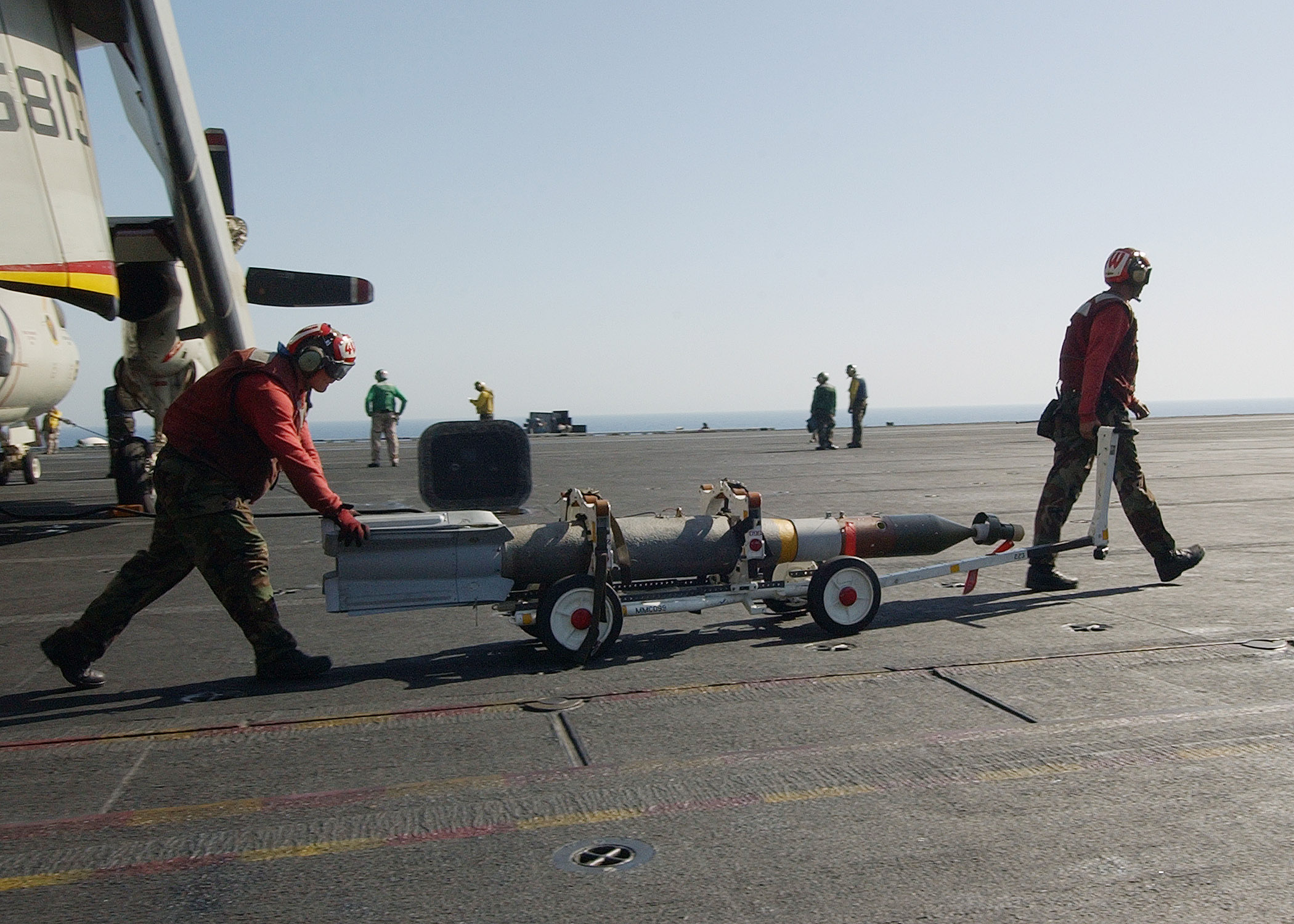
یک بمب جی بی یو در حال انتقال توسط مسئولین تسلیحات ناو هواپیمابر آمریکا

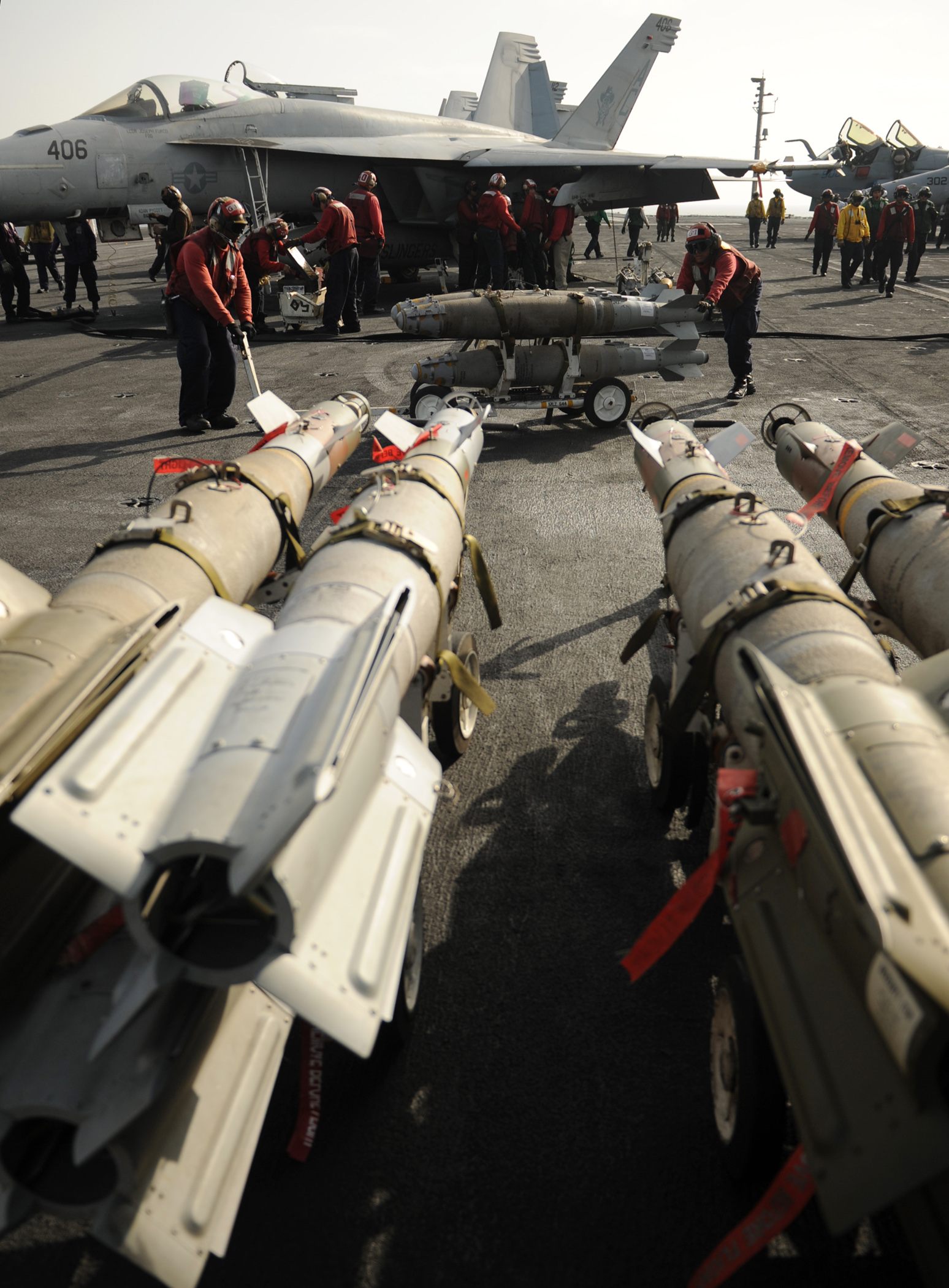
بمب جی بی یو